# Terezín

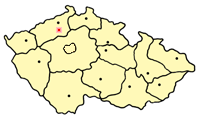
Localização de Terezín no mapa da República Checa

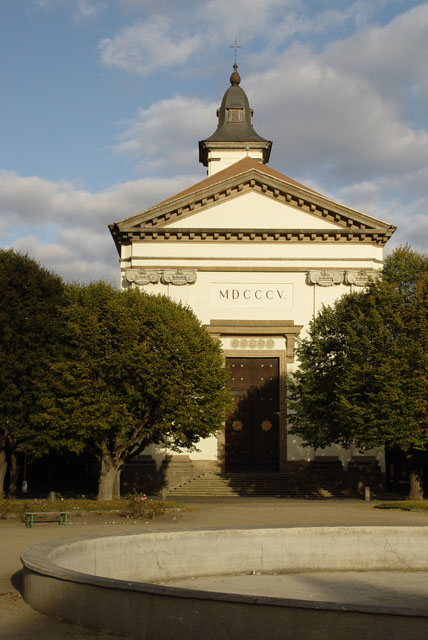
Igreja-matriz da localidade

Terezín (em alemão: Theresienstadt) é uma antiga fortaleza militar e é um município na República Checa, na região de Ústí nad Labem. Durante a Segunda Guerra Mundial abrigou um campo de concentração nazi.

## Geminações
- Dębno, Polónia (1998)
- Strausberg, Alemanha (1998)